# Visszaélés atomenergia alkalmazásával
A visszaélés atomenergia alkalmazásával a közbiztonság elleni bűncselekmények csoportjába tartozó olyan bűncselekmény, mely az atomenergia biztonságos felhasználásához fűződő társadalmi érdeket sérti.

## Magyar szabályozás
Btk. 264/B. § 
- (1) Aki az atomenergia felhasználásához a jogszabály által meghatározott engedély megszerzése érdekében a döntésre jogosult szervet vagy személyt megtéveszti, bűntettet követ el, és öt évig terjedő szabadságvesztéssel büntetendő.
- (2) Aki az atomenergia alkalmazásával kapcsolatos és jogszabályban előírt bejelentési kötelezettségét elmulasztja, három évig terjedő szabadságvesztéssel büntetendő.

### Elkövetési magatartás
A bűncselekmény elkövetési magatartásai a döntésre jogosult szerv vagy személy megtévesztése ill. a jogszabályban előírt bejelentési kötelezettség elmulasztása. Megtévesztés minden olyan tevékenység, magatartás, melynek eredményeképpen a passzív alany valótlanságokat való tényként fogad el (technológiai adatok meghamisítása, környezeti állapot eltitkolása stb.) A bejelentési kötelezettség elmulasztása tiszta mulasztásos bűncselekmény, az üzemeltető köteles bejelenteni minden rendkívüli eseményt ill. személyi sugársérüléssel járó balesetet az illetékes polgármesternek és az ÁNTSZ-nek. 
Az Országos Atomenergia Hivatal hatáskörébe tartozik az atomenergiával kapcsolatos engedélyek kiadása, vizsgálatok elvégzése, az atomenergia biztonságos irányítása a Kormány feladata.